# Ук (Иркутская область)
Ук — рабочий посёлок в Нижнеудинском районе Иркутской области России.
Население — 1314 чел. (2021).
Статус посёлка городского типа с 1964 года.
Неподалёку находится знаменитый Уковский водопад.

## Происхождение названия
Вероятно, это название связано с эвенкийским уки — загородка для ловли рыбы, перегораживающая водоёмы. Такой способ рыбной ловли встречается у эвенков довольно часто.

## История
Посёлок был расположен на Большом Сибирском тракте. Имелась ямская станция. Заселение шло как минимум с 1770-х годов. В 2017 г. посёлок отметил 285 лет древности. Цесаревич Николай в возрасте 23 лет останавливался в Уке 26 или 27 июня (13 или 14 июня c.c.) 1891 г. в путешествии из Владивостока в Санкт-Петербург, связанном с началом строительства транссибирской железной дороги от Владивостока. Во время остановки супруга волостного старшины угощала наследника чаем. На Уку, в связи со строительством очередных мостов через местные реки по договору с заведующим инженером житель посёлка и местный волостной старшина Алексей Алексеевич Фёдоров смог построить каменное здание с металлическими шторами взамен прежнего магазина из бревен, часть прежней ямской станции. Магазин остаётся единственном каменным зданием в посёлке

## Население
| 1970  | 1979  | 1989  | 2002  | 2009  | 2010  | 2011  |
| ----- | ----- | ----- | ----- | ----- | ----- | ----- |
| 7225  | ↘5435 | ↘4902 | ↘2404 | ↘2350 | ↘1827 | ↘1817 |
| 2012  | 2013  | 2014  | 2015  | 2016  | 2017  | 2021  |
| ↘1776 | ↗1786 | ↘1748 | ↘1667 | ↘1629 | ↘1593 | ↘1314 |